# Deanshanger
Deanshanger – wieś w Anglii, w hrabstwie Northamptonshire, w dystrykcie (unitary authority) West Northamptonshire. Leży 22 km na południe od miasta Northampton i 80 km na północny zachód od Londynu. Miejscowość liczy 3810 mieszkańców.